# Tarlton
Tarlton – wieś w Anglii, w Gloucestershire. Leży 7,3 km od miasta Cirencester, 22,5 km od miasta Gloucester i 138,8 km od Londynu. Tarlton jest wspomniana w Domesday Book (1086) jako Torentone/Torentune.